# 刘征宇
刘征宇 (1962年6月—)， 中国海洋大学长江学者讲座教授，美国地球物理学会会士，主要从事大洋环流动力学、古气候模拟及地球系统模拟等方面的研究。

## 生平
刘征宇先后毕业于南京气象学院(现南京信息工程大学)、中国科学院大气物理研究所，现任威斯康辛大学麦迪逊分校大气和海洋学教授。

## 社会兼职
- 美国国家科学基金(NSF)古代研究组成员
- 美国气候系统模式应用社团(CCSM)古气候工作组协作主席
- 美国气候变化与预报(CLIVAR)筹划指导委员会成员